# زمین‌سنج‌های زیتوس
زمین سنج‌های زیتوس (نام علمی: Zythos) نام یک سرده از تیره زمین‌سنجان است.